# Parc de Reynerie
Le parc de Reynerie est un jardin public à la française situé dans le quartier de la Reynerie à Toulouse.
Le jardin fait l’objet d’un classement au titre des monuments historiques depuis le 13 août 1963.

## Histoire
Le jardin est créé par Guillaume du Barry, féru de botanique entre 1781 et 1789, avec l’aide d’un paysagiste parisien.
Classé en tant que monument historique en 1963, le parc devient la propriété de la ville de Toulouse en 1987. En 1997, l'ensemble des bâtiments subit des opérations de restauration. Le château lui-même est acheté par la ville de Toulouse en octobre 2008, pour devenir un lieu culturel complétant les installations du quartier.

## Description
Le parc se divise en deux terrasses : celle du haut, où se trouve le château et les communs comporte un parterre ainsi qu'un pigeonnier du XVIIe siècle. La terrasse basse est entièrement occupée par un parterre à la française avec une grande allée dans l'axe du château.
Cette allée qui débute par un majestueux escalier avec des lions de pierre est recoupée par d'autres moins importantes. Au centre du jardin se trouve un grand bassin entouré de charmille. Le parc possède de très beaux arbres: des tilleuls, charmes, frênes, érables, chênes verts, savonniers, diospyros, celtis, pins de Corse, ginkgo.
Les allées sont bordées de grandes haies de buis et des tulipiers de Virginie, un pin Napoléon et des magnolias plantés du temps de Guillaume Dubarry. Un système aujourd'hui disparu permettait de capter les eaux en différents points du jardin supérieur, il les acheminait jusqu'à un pavillon des eaux ou se trouvaient des vannes. Les canalisations redistribuaient le liquide vers une allée d’eau, le « canal ». Un nymphée avec sa grotte surplombe un petit bassin qui alimente cette grande allée d'eau. Le canal se prolonge dans l'axe du parc et marque la limite de celui-ci au nord et à l'est en barrant la perspective de la grande allée. Une serre en ferronnerie du XIXe siècle complète le tableau.
La partie sud du parc vers le lac de Reynerie a été reprise en 2001 en intégrant un parking inutilisé et en ouvrant de nouveaux espaces vers le lac. Ces travaux ont consisté en la création d'un nouveau bras du canal et à refaire des pelouses et plantations.

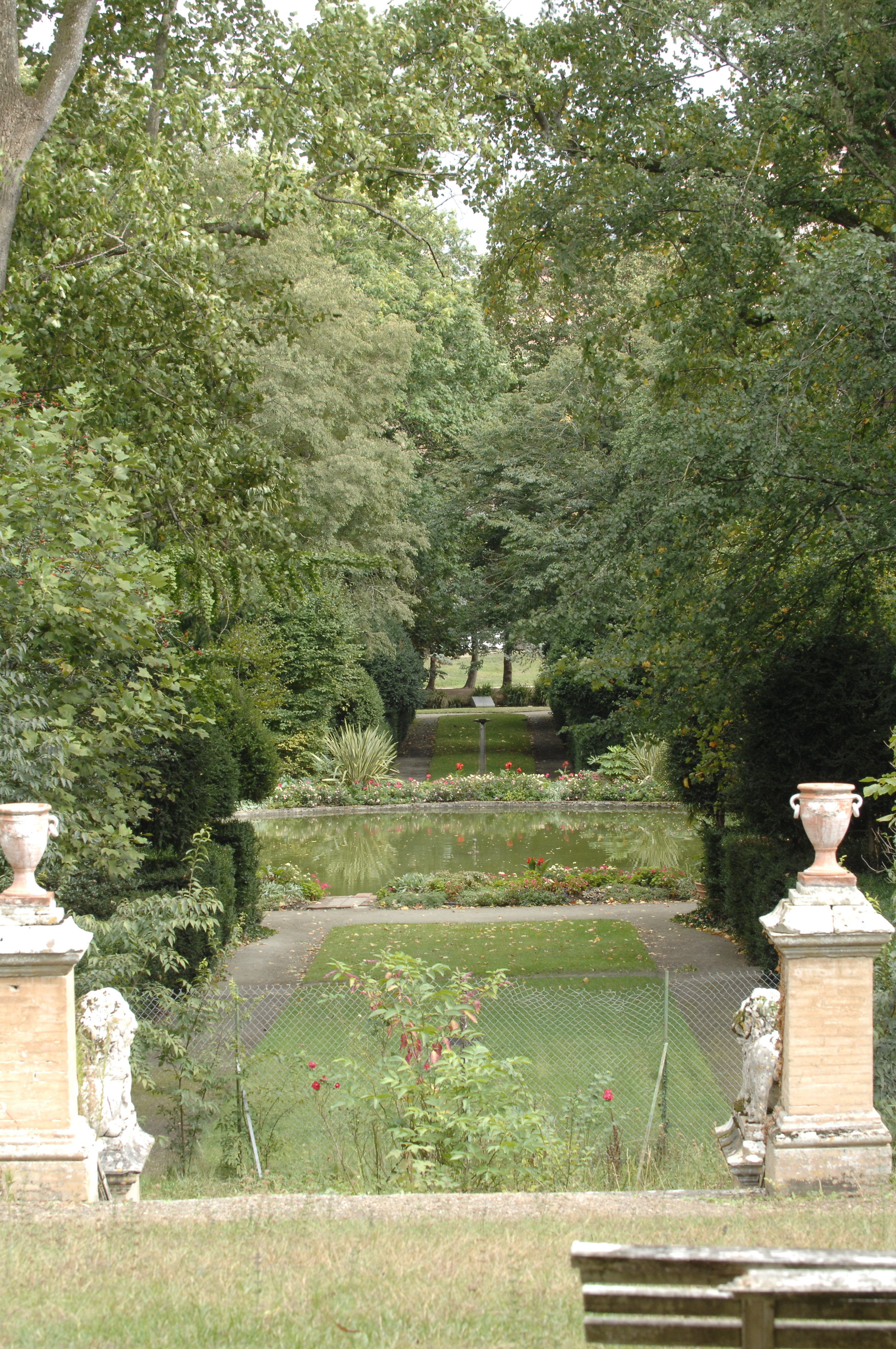
L'allée centrale du parc.
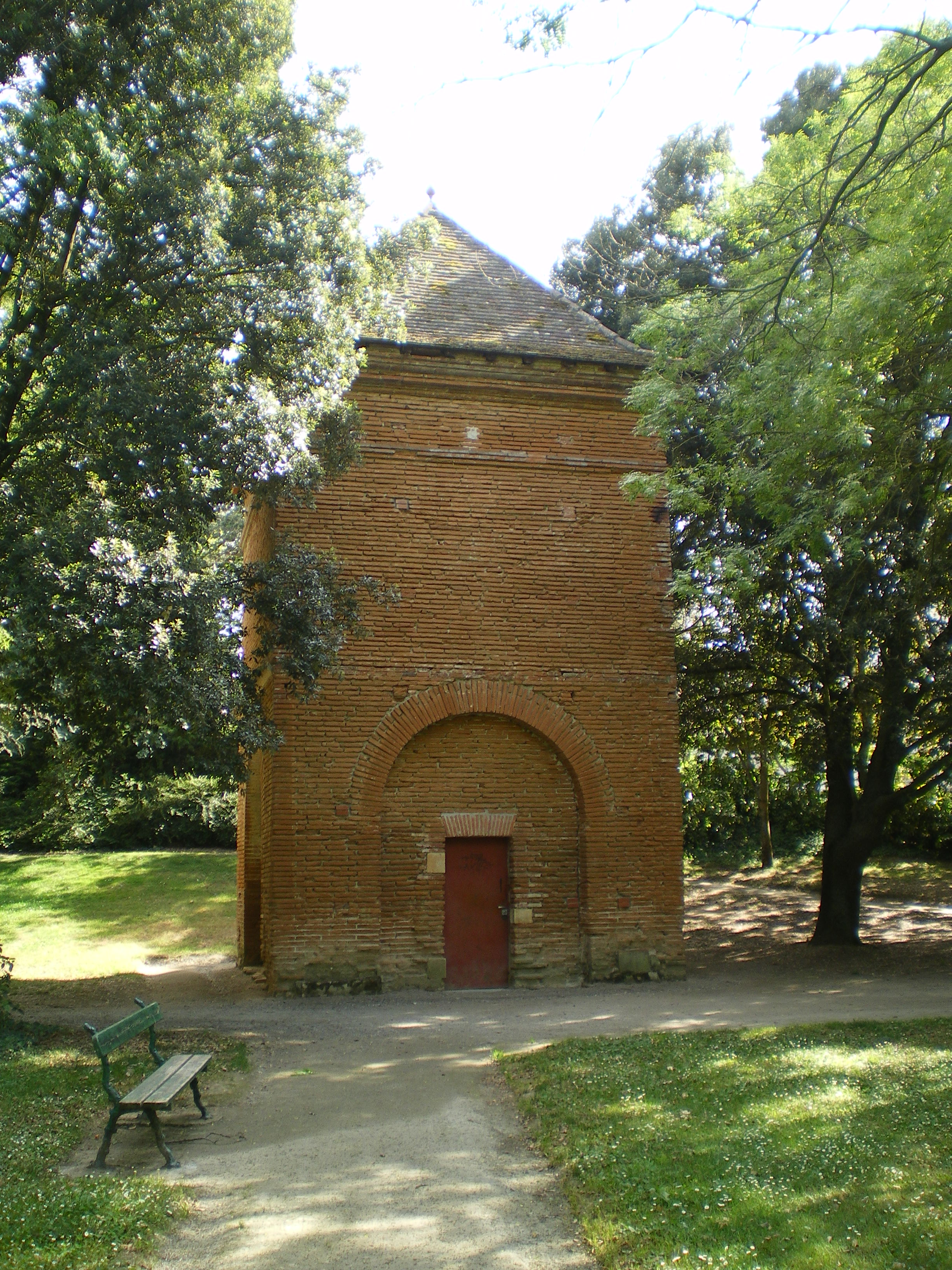
Pigeonnier du XVIIe siècle
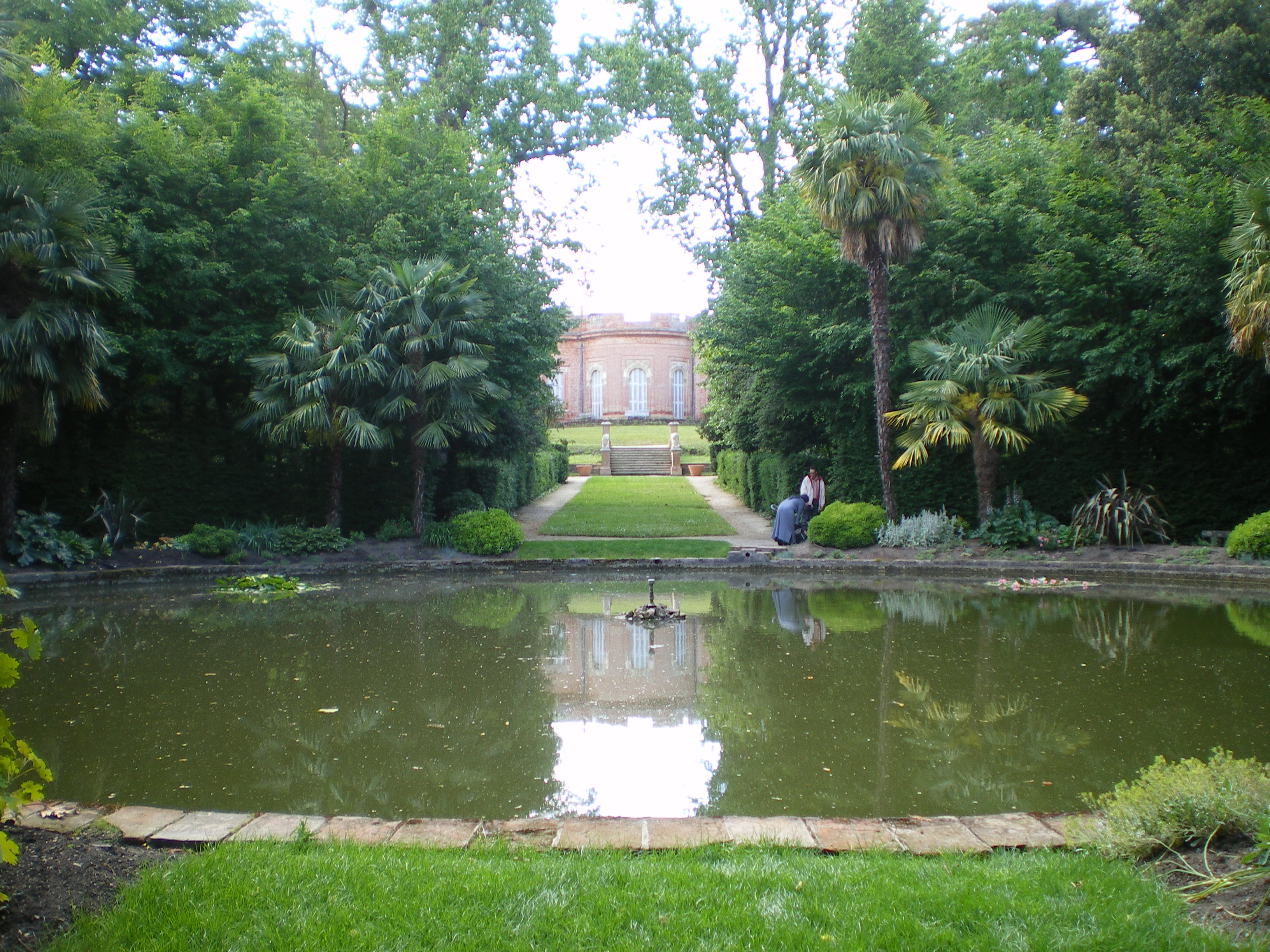
Bassin

## Flore

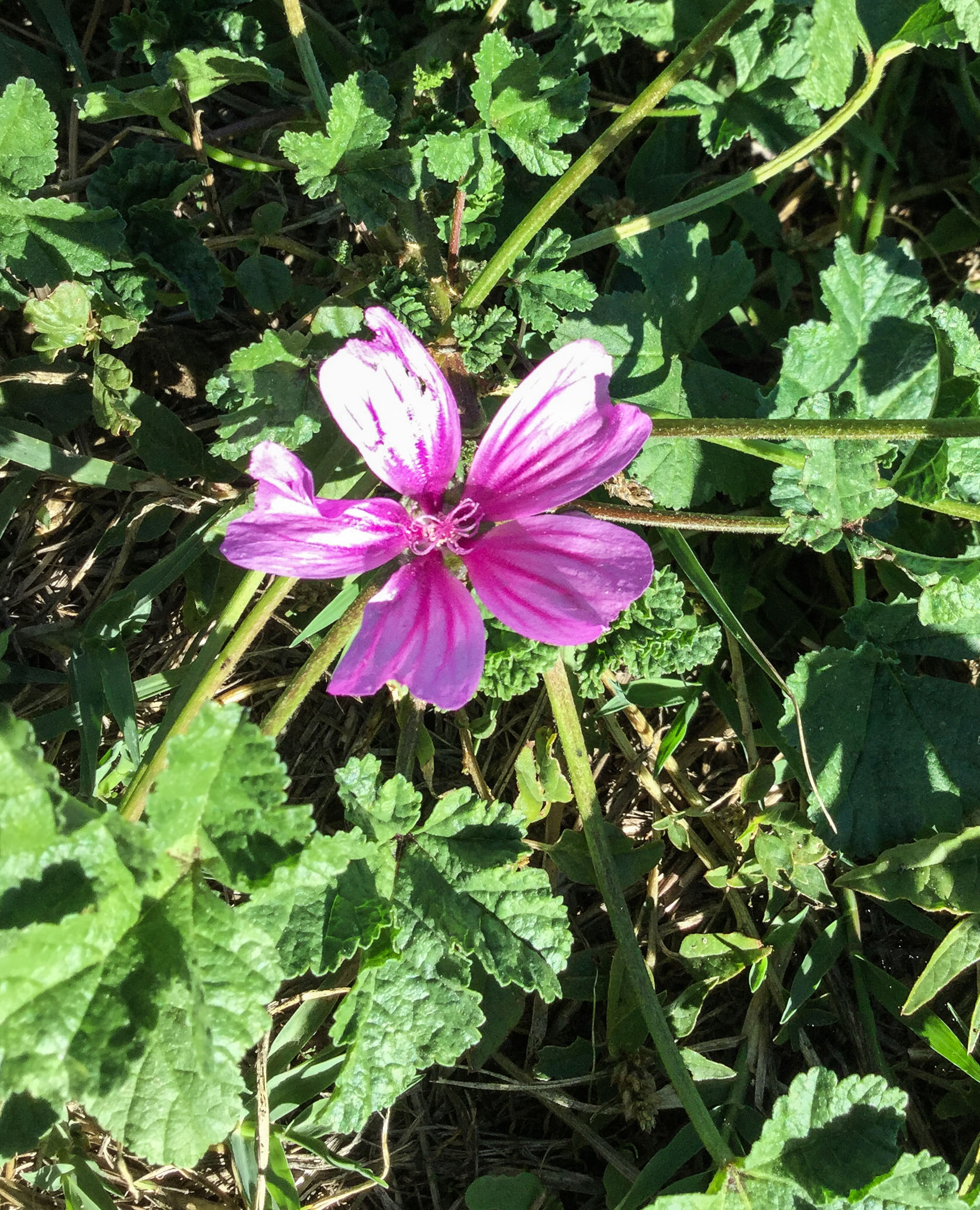
Grande mauve
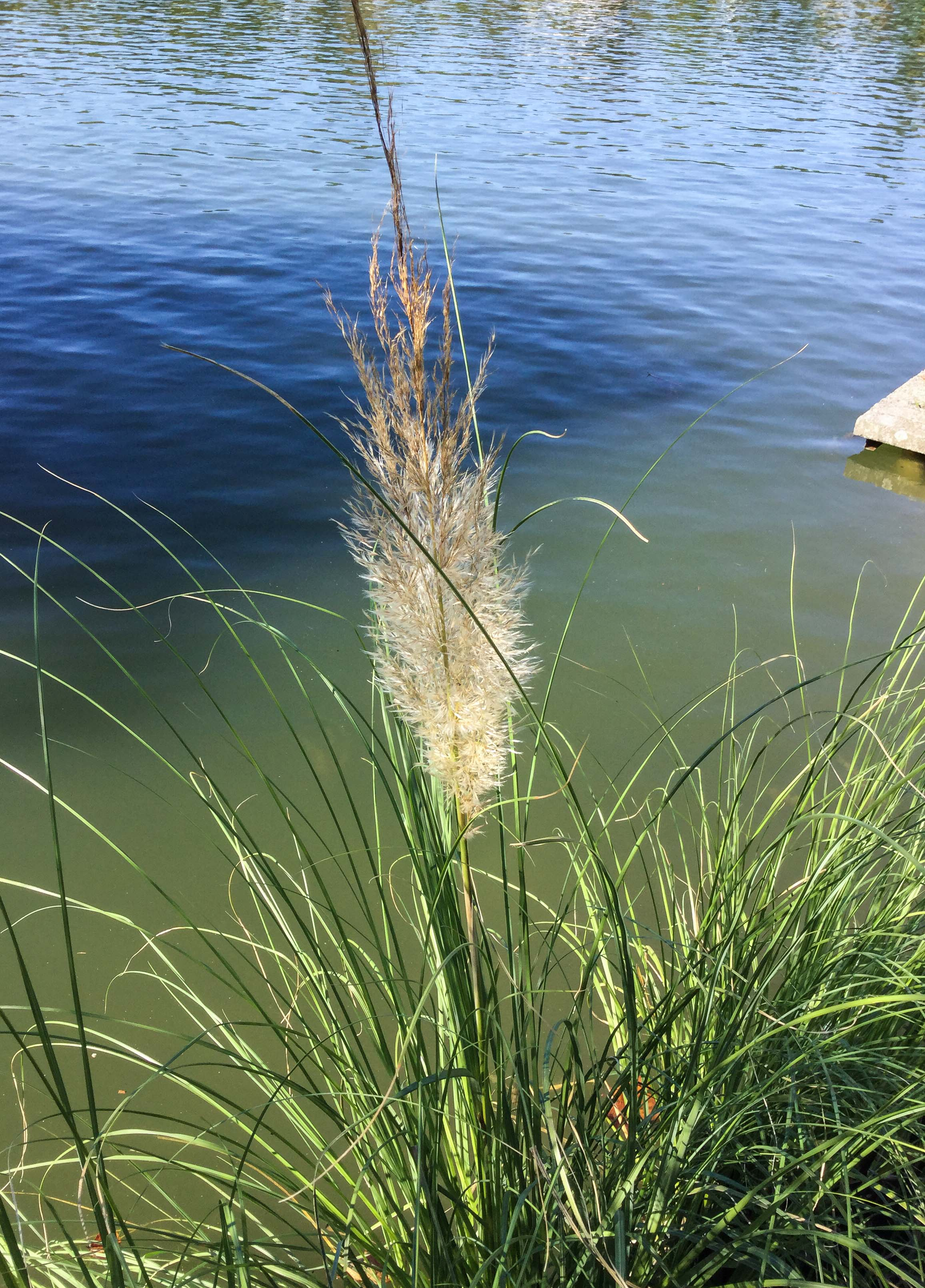
Herbe de la pampa
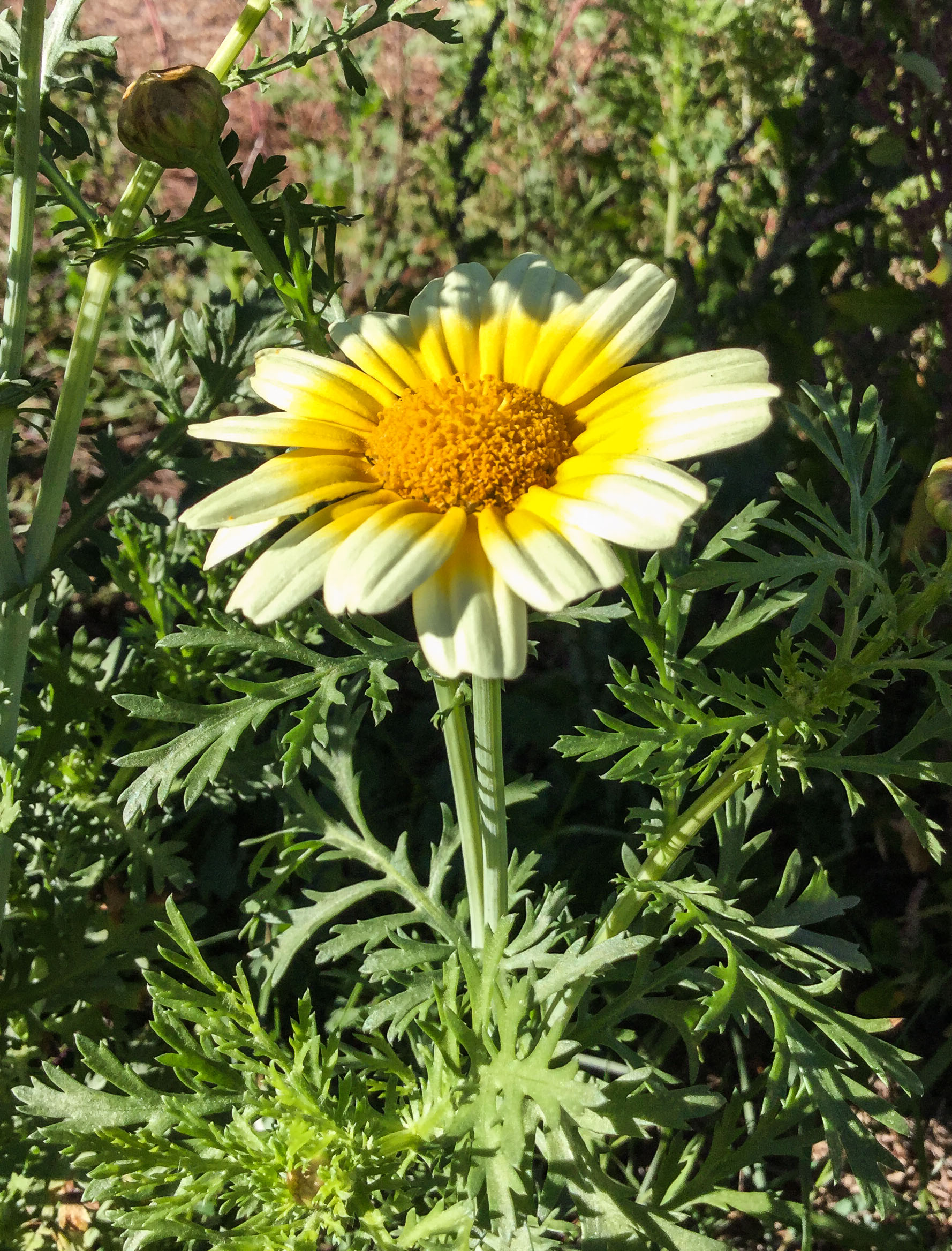
Chrysanthème couronné
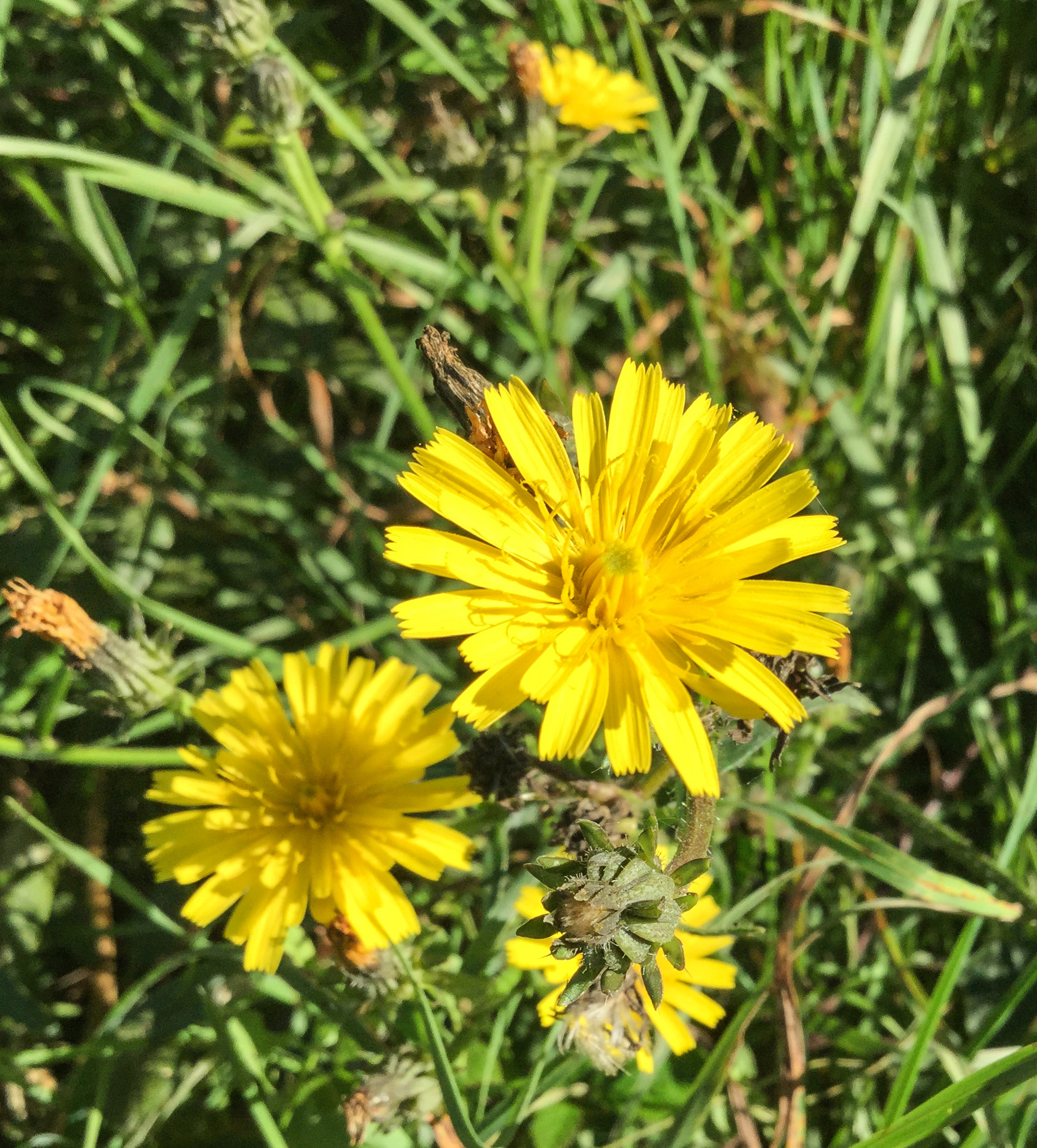
Picride fausse vipérine
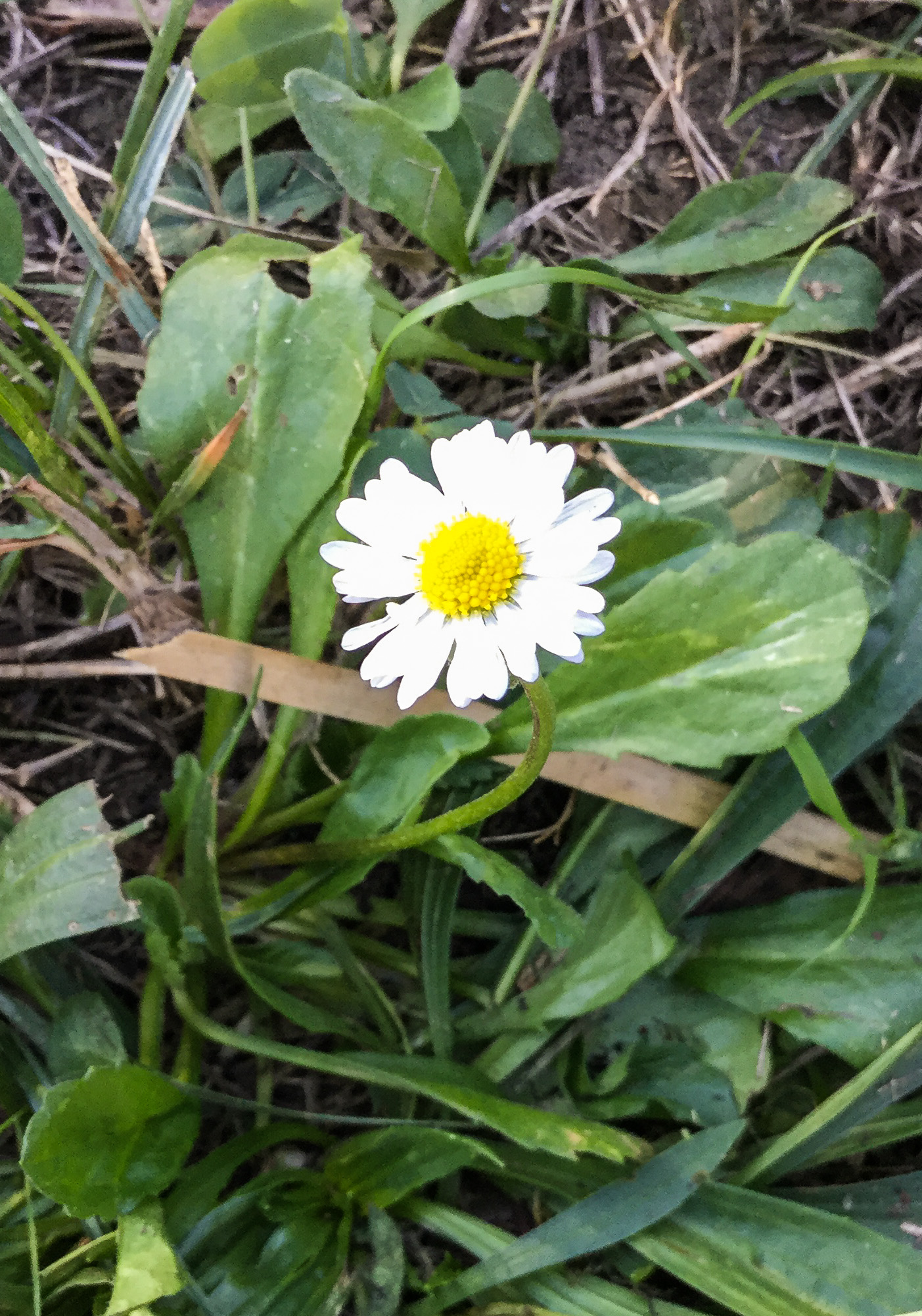
Pâquerette
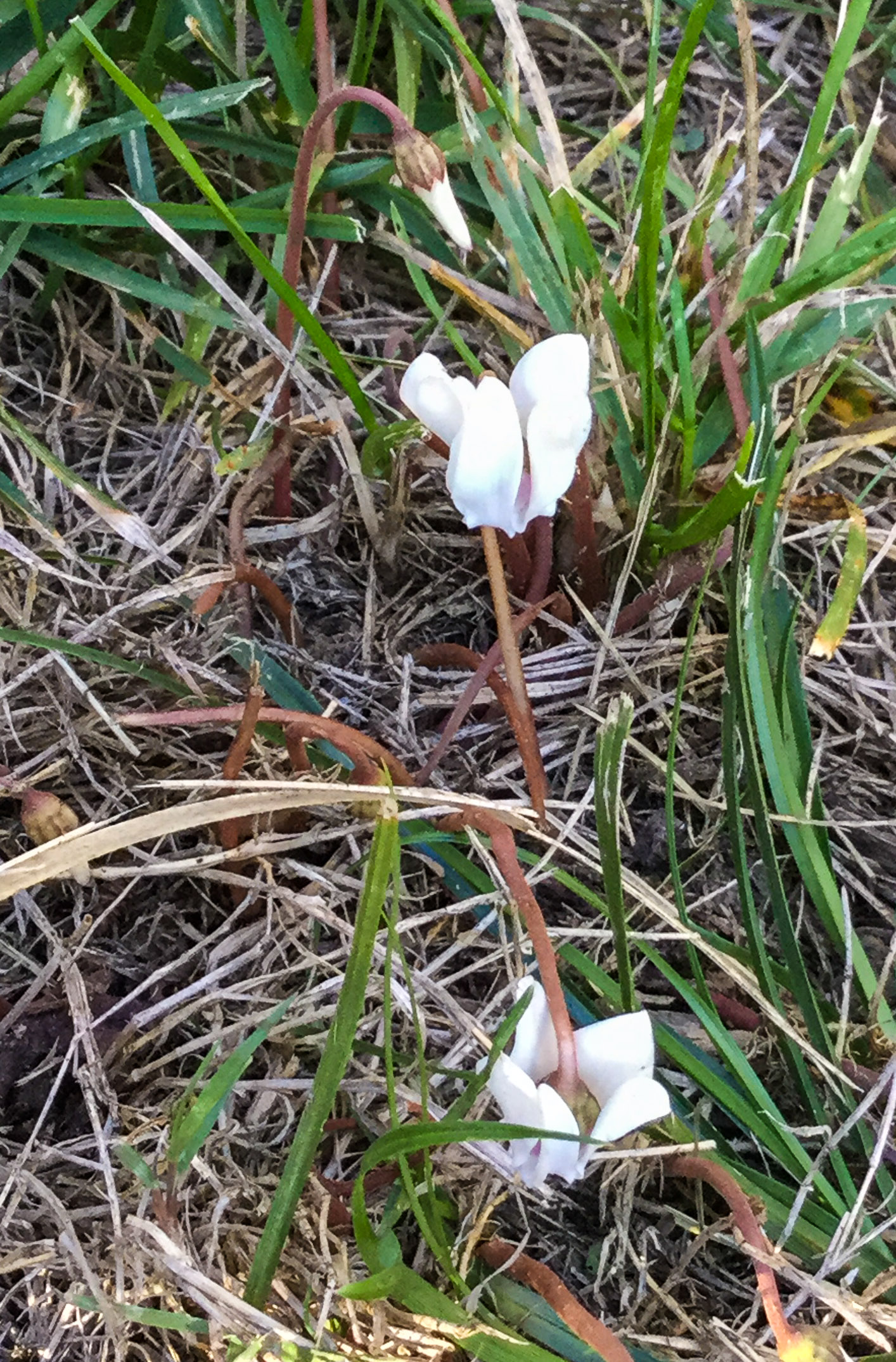
Cyclamen
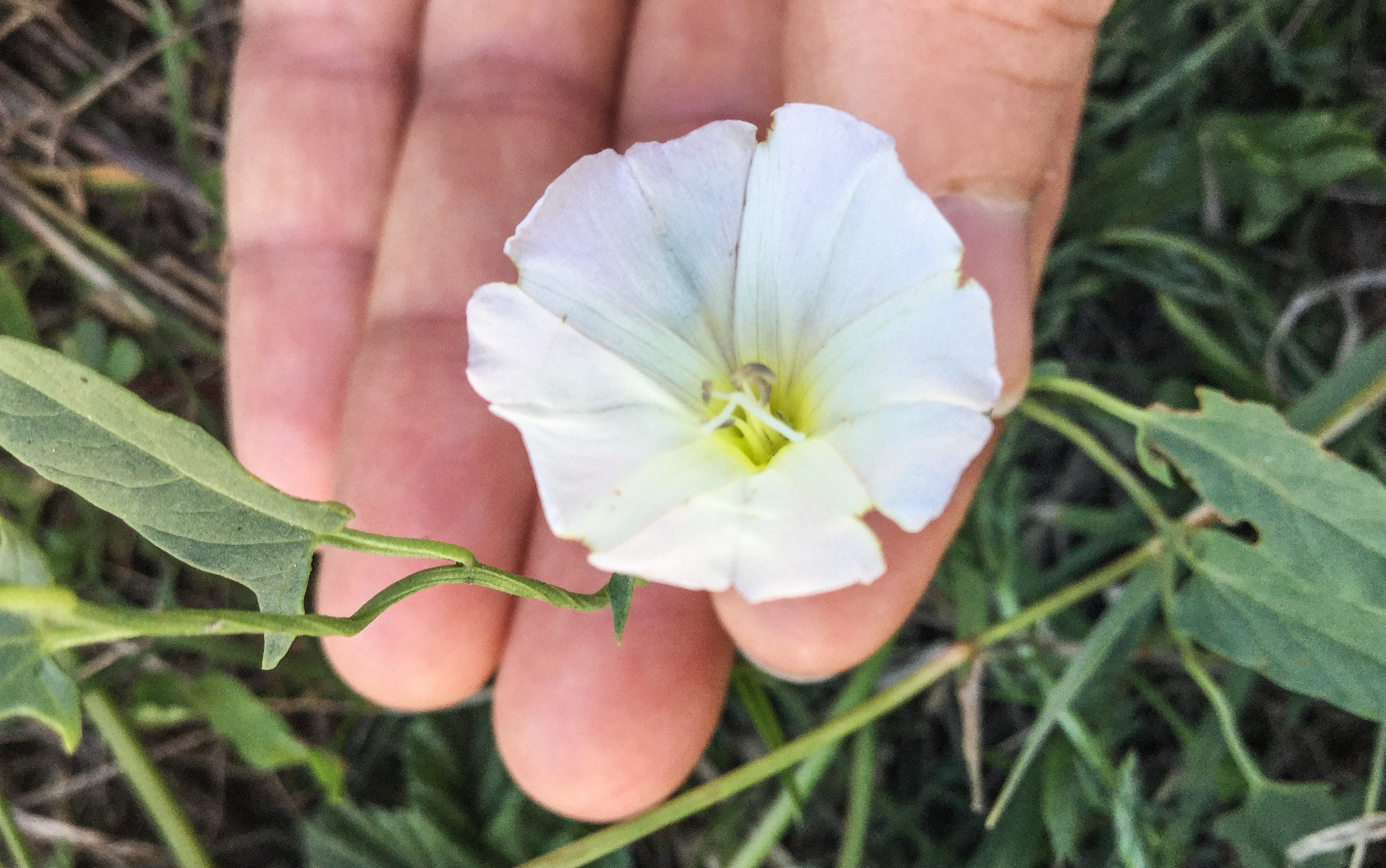
Liseron des champs
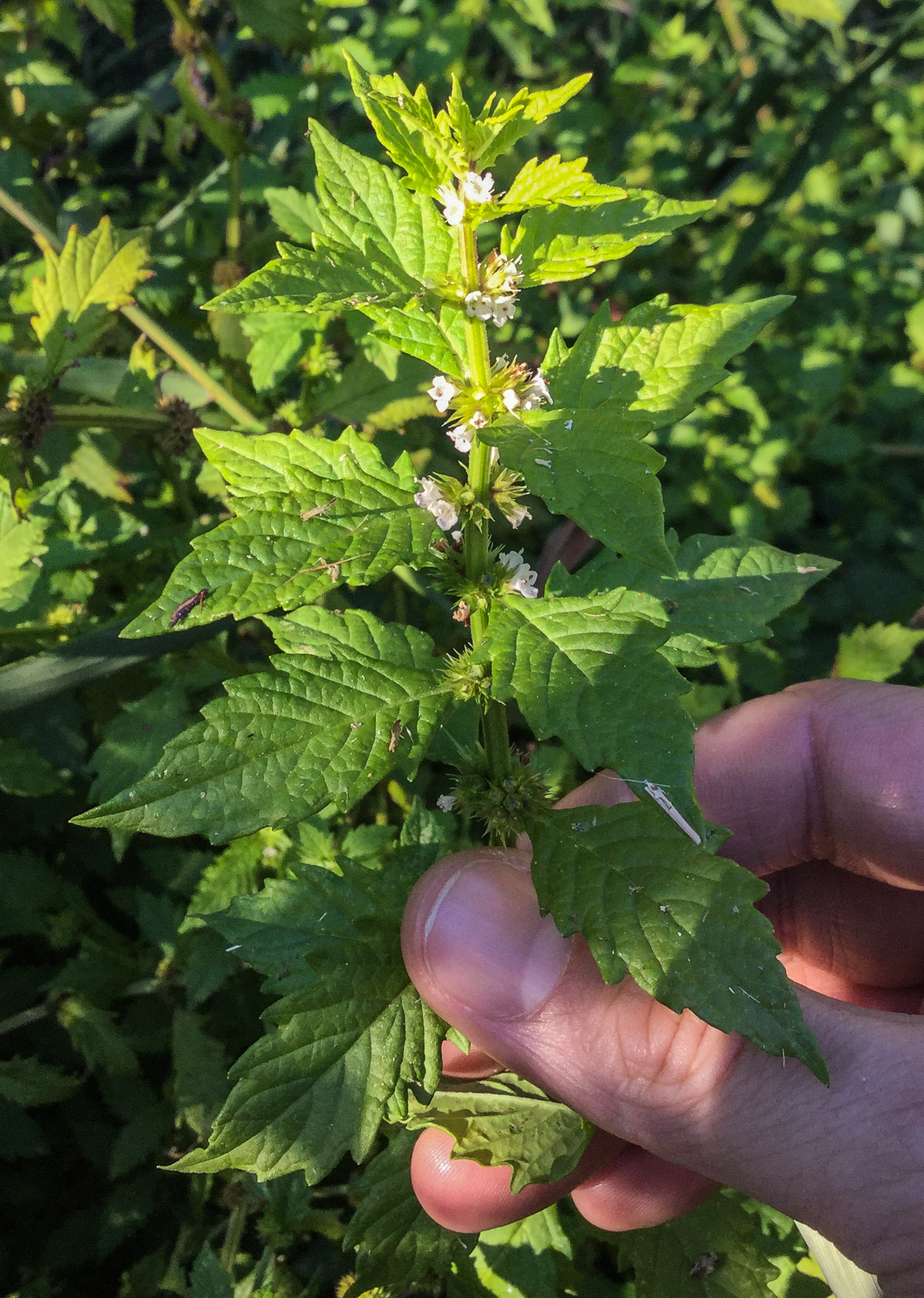
Lycope d'Europe